# David Steindl-Rast
David Steindl-Rast (Viena, 12 de julho de 1926) é um monge beneditino católico, escritor e palestrante. Ele foi um dos primeiros sacerdotes católicos a participar do diálogo interreligioso Budismo-Cristianismo.

## Biografia
David Steindl-Rast nasceu em Viena na Áustria em 1926. Ele tem ascendência judaica e foi recrutado para o exército alemão, mas nunca entrou em combate. Após a guerra ele obteve um Ph.D. em psicologia pela Universidade de Viena e um mestrado em artes pela Academia de Belas Artes de Viena, depois ele seguiu sua família que havia emigrado para os Estados Unidos. Em 1953, ele se juntou a uma comunidade beneditina recém-fundada em Elmira, Nova York, o Mosteiro Mount Saviour. Em 1958/59 ele foi bolsista de pós-doutorado na Universidade Cornell.

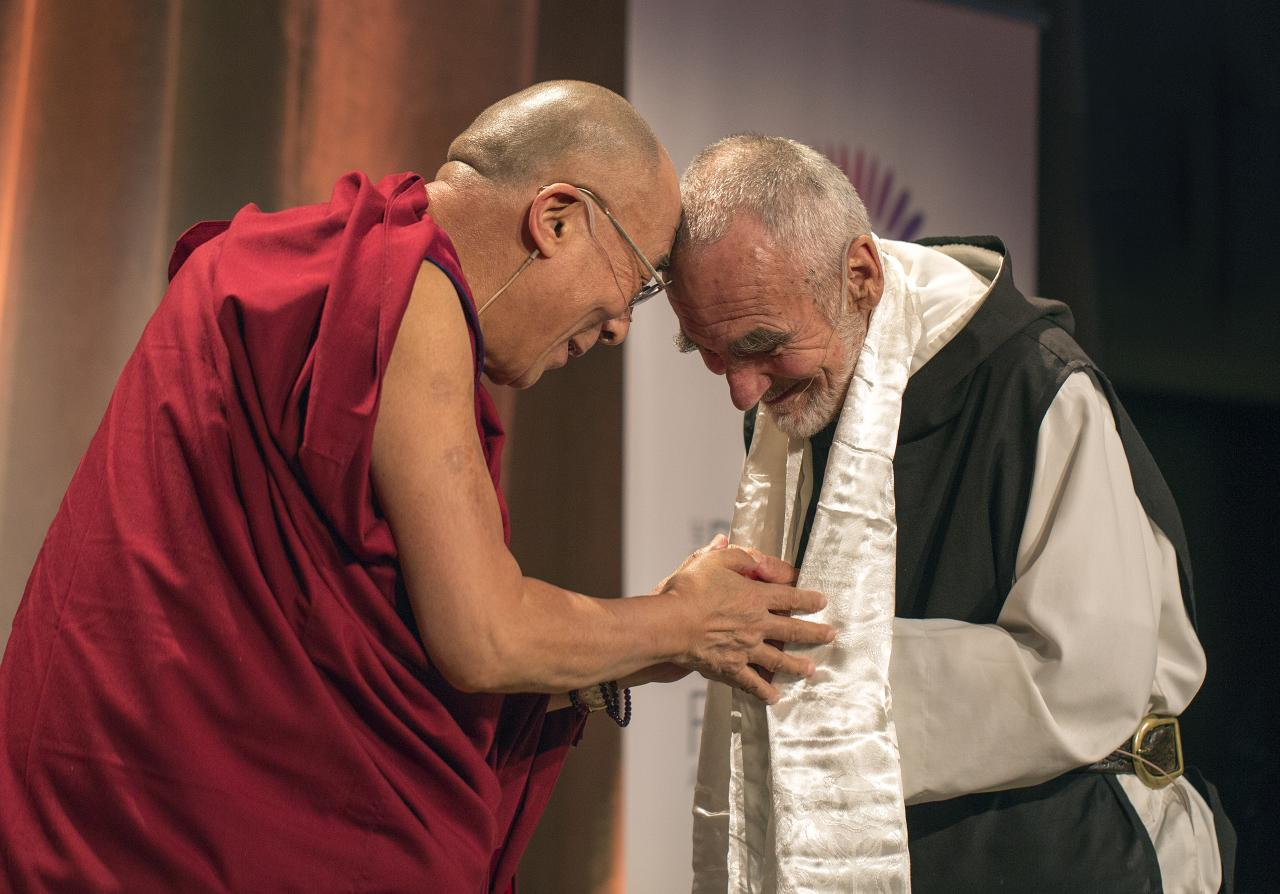
Dalai Lama Tenzin Gyatso e David Steindl-Rast em 2012

Após doze anos de treinamento monástico e estudos em filosofia e teologia, o irmão David foi enviado por seu abade para participar do diálogo budista-cristão, para o qual recebeu aprovação do Vaticano em 1967. Seus professores Zen foram Hakkuun Yasutani Roshi, Soen Nakagawa Roshi, Shunryu Suzuki Roshi e Eido Shimano Roshi. No final, esse diálogo foi ampliado para incluir hindus, judeus e muçulmanos. Ele recebeu o prêmio Martin Buber de 1975 por suas realizações na construção de pontes entre tradições religiosas.
Cada vez mais, ele dava palestras fora do monastério, fundando o Centro de Estudos Espirituais e o Movimento Casa de Oração. Ele passou a passar mais tempo em várias comunidades monásticas, especialmente o New Camaldoli Hermitage em Big Sur, Califórnia, onde viveu por 14 anos.
David Steindl-Rast  é autor de The Ground We Share, uma livro sobre a prática cristã e budista, escrita com Robert Aitken Roshi. Ele divide seu tempo entre a contemplação como eremita, a escritura e a leitura. Ele é cofundador do gratefulness.org.

## Ideias
Como beneditino, Steindl-Rast passava metade do ano como eremita em um monastério e a outra metade viajando por três continentes, dando palestras, workshops e retiros. Ele viu as similaridades entre as várias religiões do mundo e identificou a resposta humana de gratidão como essencial para toda a vida humana e uma parte da visão de mundo religiosa.

## Obras selecionadas
- 1984, Gratefulness, the Heart of Prayer: An Approach to Life in Fullness, N.J. Paulist Press 1984. ISBN 0-8091-2628-1
- 1991, Belonging to the Universe: Explorations on the Frontiers of Science and Spirituality, com Fritjof Capra e Thomas Matus, Harper San Francisco, ISBN 978-0-06-250187-5
- 1995, Music of Silence: A Sacred Journey through the Hours of the Day, com Sharon LeBell, Ulysses Press, 2. Ed. 2001, ISBN 1-56975-297-4
- 1996, The Ground We Share: Everyday Practice, Buddhist and Christian, com Robert Baker Aitken. Shambhala Publications, ISBN 1-57062-219-1
- 1999, A Listening Heart: The Spirituality of Sacred Sensuousness, Crossroad, ISBN 0-8245-1780-6
- 2002, Words of Common Sense for Mind, Body and Soul, Templeton Foundation Press, ISBN 1-890151-98-X
- 2008, Common Sense Spirituality. The Crossroad Publishing Company, ISBN 0-8245-2479-9
- 2010, Deeper than Words: Living the Apostles' Creed, Doubleday Religion, ISBN 978-0-307-58961-3
- 2010, David Steindl-Rast:  Essential Writings (Série Modern Spiritual Masters, editado por Robert Ellsberg), Orbis Books, ISBN 978-1-57075-888-1
- 2016, Faith beyond Belief: Spirituality for Our Times, com Anselm Grün. Liturgical Press, ISBN 978-0814647134
- 2016. The Way of Silence: Engaging the Sacred in Daily Life, Franciscan Media, ISBN 978-1632530165
- 2017, i am through you so i, Paulist Press, ISBN 978-0809153947
- 2021, 99 Names of God, Orbis Books, ISBN 978-1626984226

### Livros em português

#### No Brasil
- Além das Palavras: Vivendo o Credo Apostólico (É Realizações, 2015)
- O Depósito da Nossa Fé: Espiritualidade Para o Nosso Tempo (Vozes, 2017)
- Gratidão, A Alma da Oração (Vozes, 2018)
- O Caminho do Silêncio: Viver o Sagrado Todos os Dias (Vozes, 2021)
- Orientação Espiritual: Encontrando uma Vida Plena (Vozes, 2023)